# 人買
人買（ひとかい）は、人身を買い取り、転売して利を得ること、またその商人のこと。人勾引（ひとかどい）ともいう。

## 日本の人買
律令制下の日本では、賊盗律があり、誘拐や、略売（誘拐による人身売買）は流刑の対象であった。この流れは中世以後も同様だが、平安後期以降になると、飢饉などによる政情不安から、人商人や売買仲人が跋扈し、売買仲人誘拐はかどわかしと称され、しばしば「子取り」もされるようになった。
「天文・永禄のころには駿河の富士の麓に富士市と称する所謂奴隷市場ありて、妙齢の子女を購い来たりて、之を売買し、四方に輸出して遊女とする習俗ありき」と言う。
鄭舜功の編纂した百科事典『日本一鑑』は南九州の高洲では200-300人の中国人奴隷が家畜のように扱われていたと述べている。奴隷となっていた中国人は福州、興化、泉州、漳州の出身だったという。日本の奴隷市場は倭寇による中国人奴隷や朝鮮人奴隷の供給だけでなく、日本国内からの供給にも依存していた。
歴史家の米谷均は蘇八の事例を挙げている。蘇は浙江の漁師で、1580年に倭寇に捕らえられた。蘇は薩摩の京泊に連れて行かれ、そこで仏教僧に銀四両で買い取られた。2年後に彼は対馬の中国人商人に売られた。6年間、対馬で働き、自由を手に入れた蘇は、平戸に移り住んだ。平戸では、魚や布を売って生活していた。そして1590年、中国船でルソン島に渡り、翌年、中国に帰国することができたという。
また1540年代からは、ポルトガル船の奴隷貿易に組み込まれ、日本人をアルゼンチンなどに奴隷として輸出する商売があり、この際に人買が暗躍した。これらの日本人奴隷の処遇については、天正遣欧少年使節の記録に詳しい。ポルトガル人の来日以後、海外向けの人買行為が活発化し、それに付随して国内での日本人向けの人身売買も九州を中心に広がったことが、九州御動座記に記されている。豊臣秀吉の朝鮮征討の後は、一時的に朝鮮人をポルトガル人に転売する商売もはじめられた。
ポルトガルの奴隷貿易に関しては少数の中国人や日本人等のアジア人奴隷の記録が残されているが、具体的な記述は『デ・サンデ天正遣欧使節記』と『九州御動座記』に頼っている。いずれの記録も歴史学の資料としては問題が指摘されている。
『デ・サンデ天正遣欧使節記』は日本に帰国前の少年使節と日本にいた従兄弟の対話録として著述されており、両者の対話が不可能なことから、フィクションとされている。『デ・サンデ天正遣欧使節記』は宣教師の視点から日本人の同国人を売る等の道徳の退廃、それを買うポルトガル商人を批判するための対話で構成されている。
『九州御動座記』はバテレン追放令発令（天正15年6月）後の天正15年7月に書かれており、ポルトガル人が生きたままの状態で牛や馬の皮を剥いで、素手で食べていたとの記録が残されている。
ポルトガル人が牛や馬を買い、生きたまま皮を剥いで素手で食べるとの記述については、ヨーロッパ人が化物だと決め付けることは東アジアでは一般的であり、実際に目撃したものを著述したとは考えられず、文書の正確性に問題が指摘されている。
文禄・慶長の役では、臼杵城主の太田一吉に仕え従軍した医僧、慶念が『朝鮮日々記』に
と記録を残している。
大きな流れは、徳川幕府による鎖国と国内治安の徹底によって沈静化したが、前借金により農民などを拘束し、子女を娼妓などとして売買する行為は近世にはいっても活発で、この際の仲介者や債権者が人買と呼ばれた。
明治以後、1872年の太政官布告で人買が禁止され、またマリヤ・ルーズ号事件を契機としたペルー政府からの批判を期に芸娼妓等の人身売買も禁止した（芸娼妓解放令）。